# خوذة دراجة

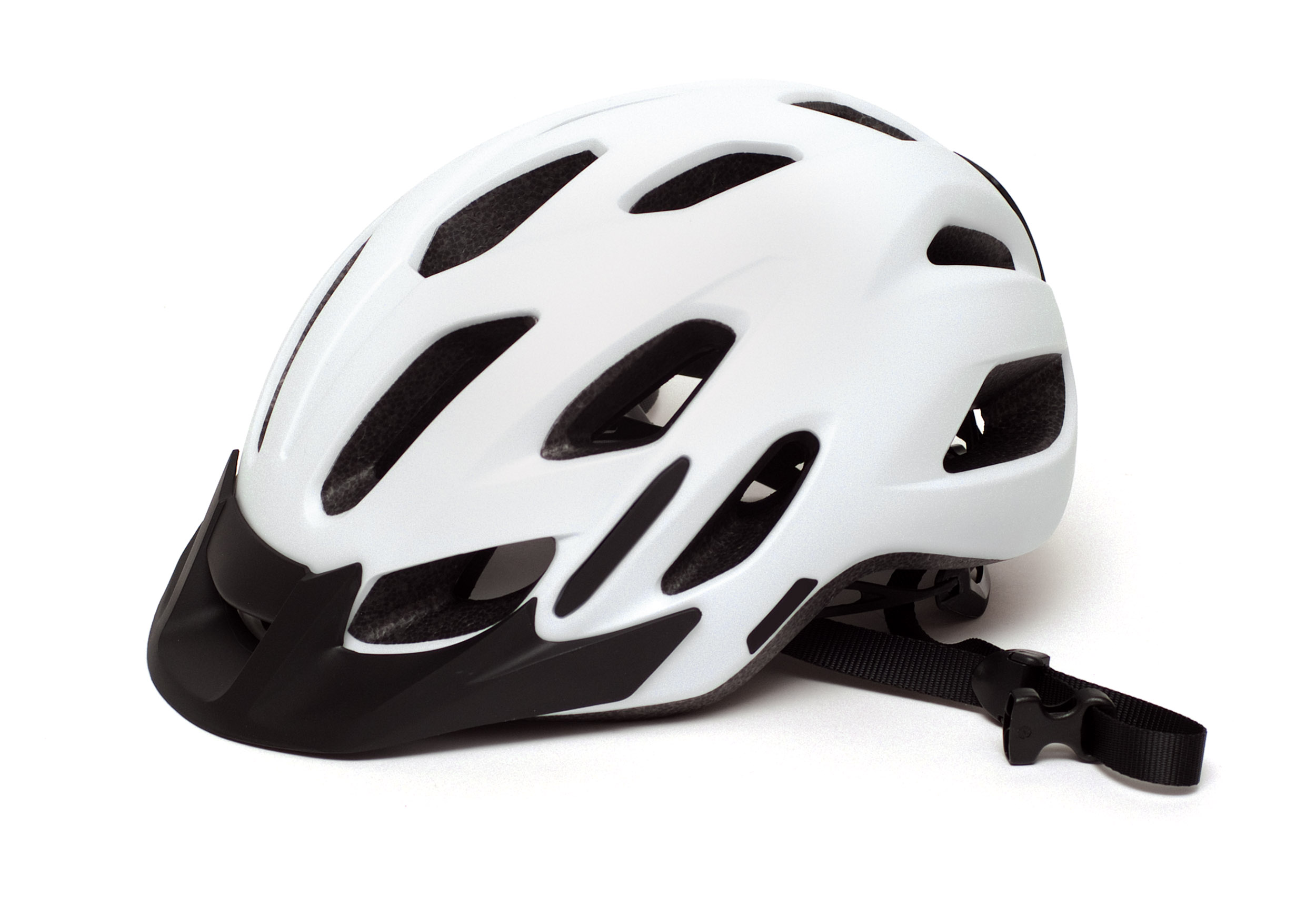
خوذة دراجة نموذجية

خوذة الدراجة هي نوع من الخوذ المصممة للتخفيف من الصدمات التي قد يتعرض لها رأس راكب الدراجة في حالة الاصطدامات أو الحوادث.